# Til·ler
Els til·lers, tells o tillols (Tilia spp.) són un gènere d'arbres de la família de les malvàcies.

## Particularitats

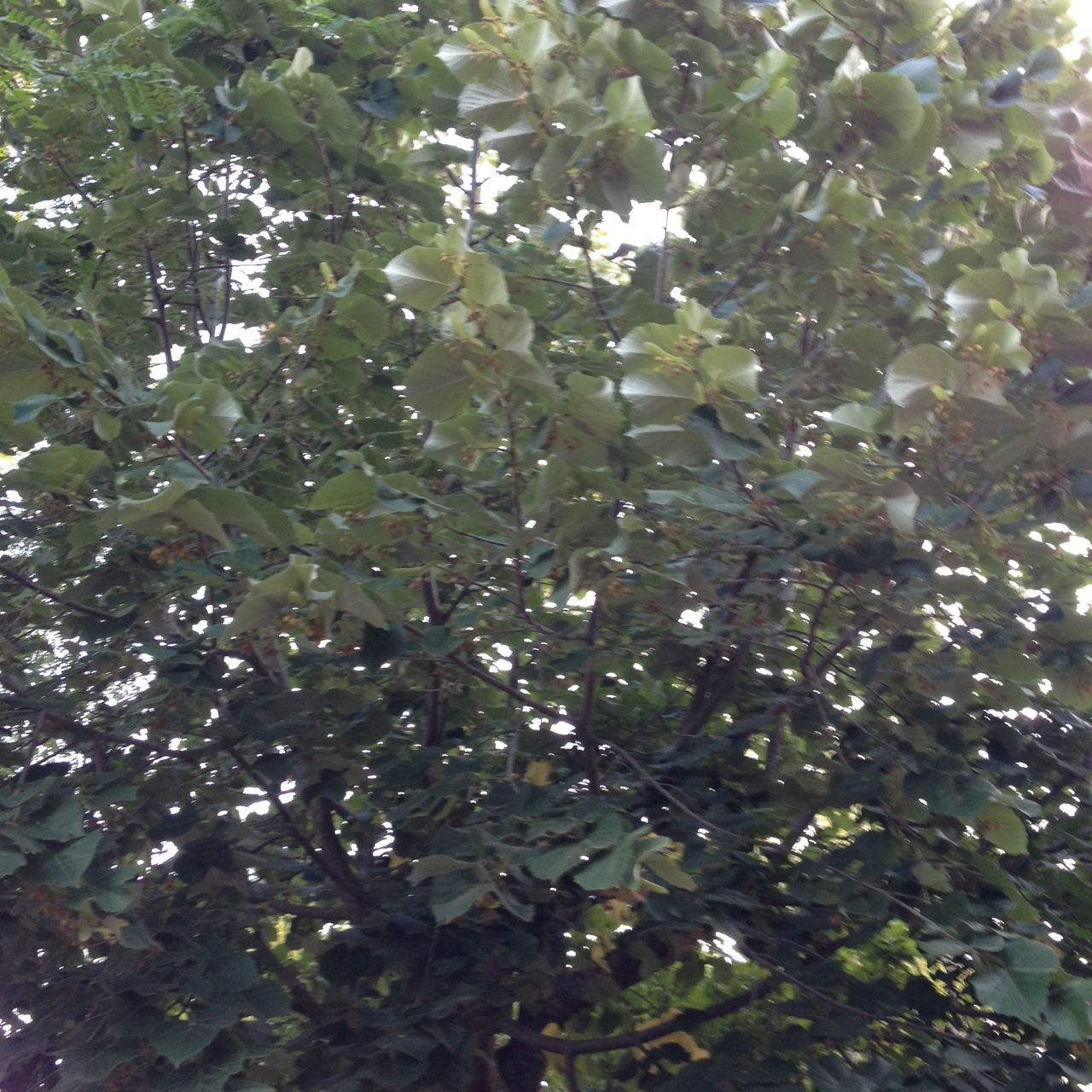
Detall d'un til·ler

Els til·lers anteriorment eren classificats en la seua pròpia família, les tiliàcies. Són natius de les regions temperades de l'hemisferi nord.

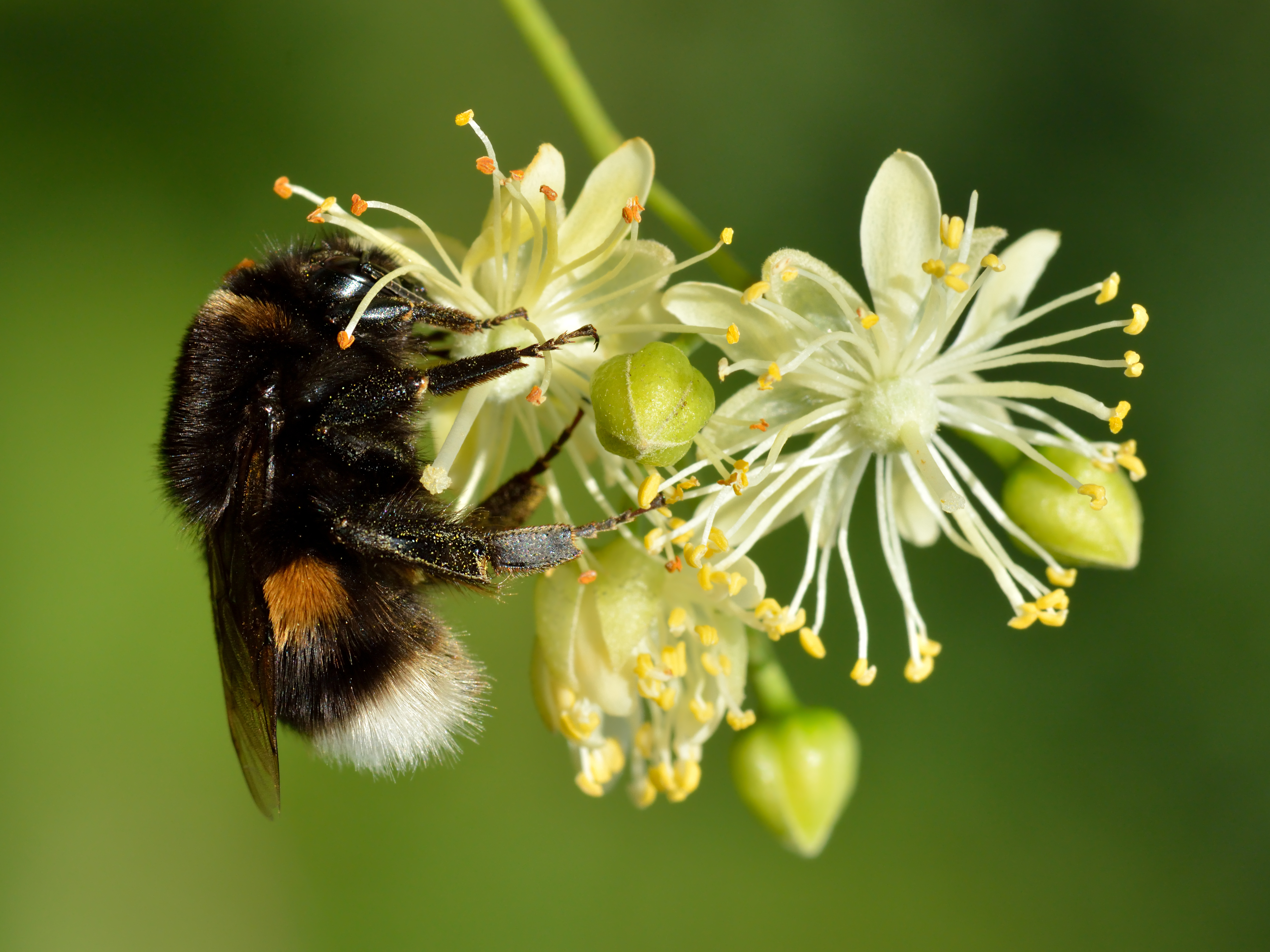
Tilia cordata

Són arbres de bon volum, aconseguint entre 20 i 40 m d'alçària, amb fustos rectes de fins a un metre de diàmetre. Són caducifolis, amb fulles cordiformes, amb la vora serrada, de fins a 20 cm d'ample, de color verd fosc a l'anvers i verd clar platejat al revers, fortament aromàtiques. Les flors d'aquest arbre són molt aromàtiques, en forma de xicotets xanglots grocs amb una bràctea allargada. Aquestes són conegudes per les seves propietats curatives per a combatre refredats, o altres afeccions. També són usades com a tranquil·litzants o somnífers preparant-se en forma d'una infusió o te anomenada til·la. Arriben a viure fins a 900 anys, creixent lentament. S'utilitzen ben sovint per a repoblar carrers i places.
Les fulles que cauen del til·ler, en descompondre's, proporcionen un humus d'alt contingut mineral i de nutrients, que resulta molt útil per a millorar terres escasses de minerals i altres nutrients.

## Taxonomia
El gènere Tilia comprèn una trentena d'espècies, que es distribueixen arreu d'Àsia, Europa i l'orient d'Amèrica del Nord; es cultiven amb alguna freqüència a l'hemisferi sud com a ornamentals. Existeixen a més nombrosos híbrids espontanis i artificials, un factor que dificulta l'elaboració d'una taxonomia precisa per a l'espècie.
- Tilia americana
- Tilia amurensis
- Tilia begoniifolia
- Tilia caroliniana
- Tilia chinensis
- Tilia chingiana
- Tilia cordata - til·ler de fulla petita
- Tilia mongolica
- Tilia dasystyla
- Tilia henryana
- Tilia heterophylla
- Tilia insularis
- Tilia intonsa
- Tilia japonica
- Tilia kiusiana
- Tilia mandshurica
- Tilia maximowicziana
- Tilia mexicana
- Tilia miqueliana
- Tilia mongolica
- Tilia nobilis
- Tilia occidentalis
- Tilia oliveri
- Tilia paucicostata
- Tilia petiolaris - tell de branques pèndules
- Tilia platyphyllos - tell de fulla gran, tell de llei, farot
- Tilia rubra
- Tilia tomentosa - til·ler argentat, tell de jardí
- Tilia tuan
- Tilia × euchlora
- Tilia × europaea - til·ler comú, til·ler d'Holanda

## Alguns til·lers híbrids
- Tilia × euchlora:També conegut com a Til·ler de Crimea, és un arbre d'ús ornamental.Presenta la curiosa característica de tenir un nèctar que resulta narcòtic per les abelles.
- Tilia × europaea: Els progenitors són Tilia cordata (de fulla menuda) i Tilia platyphyllos (de fulles grosses). És un híbrid natural i molt sovint plantat com a arbre ornamental, també a Barcelona.
- Tilia × vulgaris:Conegut també com a Tell d'Holanda, usat com a arbre ornamental.